# Saly Portudal
Saly Portudal (o simplement Saly) és una estació balneària situada sobre la Petita Costa, al sud de Dakar. És un lloc destacat del turisme al Sénégal.

## Història

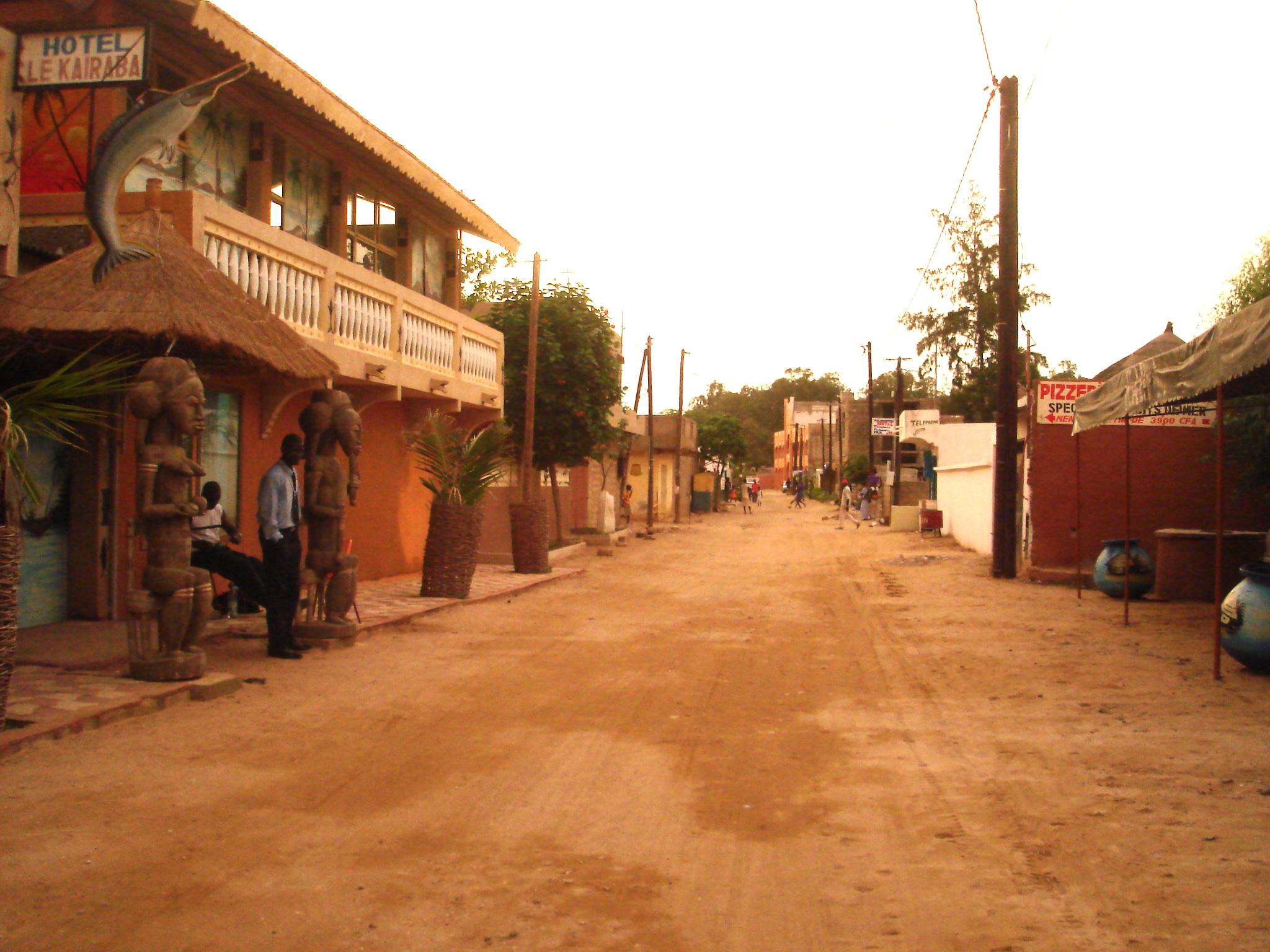
El carrer principal de Saly Portudal.

El poble d'origen fou una antiga factoria portuguesa. Els portuguesos haurien anomenat aquest lloc com a Sali Portugal, una denominació que s'ha transformat modernament, sota la influència francesa, en Saly Portudal.
Creada de bell nou a prop del poble, l'estació balneària fou inaugurada el 24 de febrer de 1984, en el moment en què el turisme prenia empenta al Sénégal, una destinació d'altra banda poc familiar.

## Administració

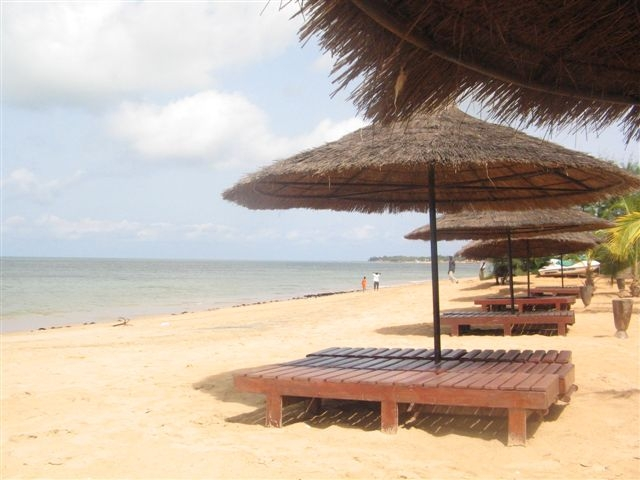
L'Àfrica, « a l'occidental ».

Saly Portudal fou erigida en municipi (comuna) el juliol del 2008.

## Barris
L'arribada per ones successives de poblacions d'ètnies diferents va suposar la fundació de petits caserius del qual la reunió constitueix avui el « poble » de Saly-Portudal. Aquests caserius, assimilats sobre el plànol administratiu a « barris », eren inicialment en nombre de sis :
- Saly Niakhniakhal
- Saly Bambara
- Saly Velingara
- Saly Pegat
- Saly Joseph
- Saly Koulang

Des de la creació de la parada balnéaire de Saly-Portudal, sis nous barris han vist el
dia per raó del creixement de la població de Saly : Saly Golf, Saly
Extension, Saly Station, Saly Carrefour, Saly Aérodrome i Saly Médine.
El poble de Saly s'estén progressivament cap a la ciutat de Mbour.

## Geografia

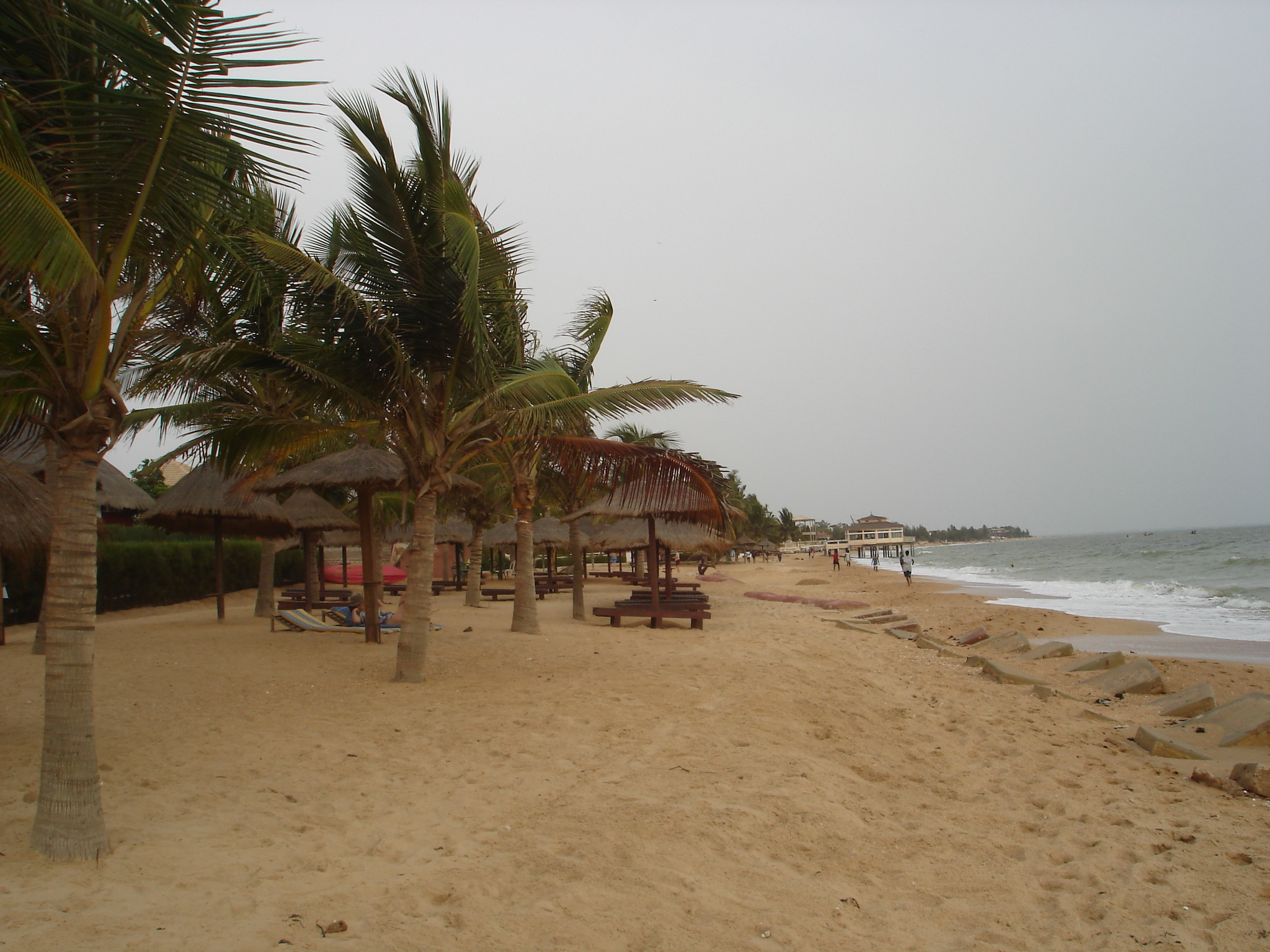
La platja, costat sud

Alguns consideren que Saly és part de M'Bour (la capital del departament), perquè res no els separa : la gent caminen de M'bour fins a Saly o recíprocament sense sol·lucio de continuïtat.

### Física geològica
L'estació està situat sobre una costa de sorra daurada, vorejada de cocoters i banyada per una mar sempre en calma i protegida per la badia. Des de diversos anys les platges de la Petita Costa es redueixen del fet de l'erosió. A Saly la disminució de la platja és espectacular.

### Població
El nombre d'habitants és difícil a avaluar per raó de les alberedes i vingudes de turistes i la presència de residents temporals que van a passar a Saly alguns mesos per any.
En el moment de l'últim cens, Saly Portudal comptava 4 006 habitants i 457 paraments, però d'unes altres fonts, lligades al turisme, avancen la xifra de 20 000 persones en total.

### Economia

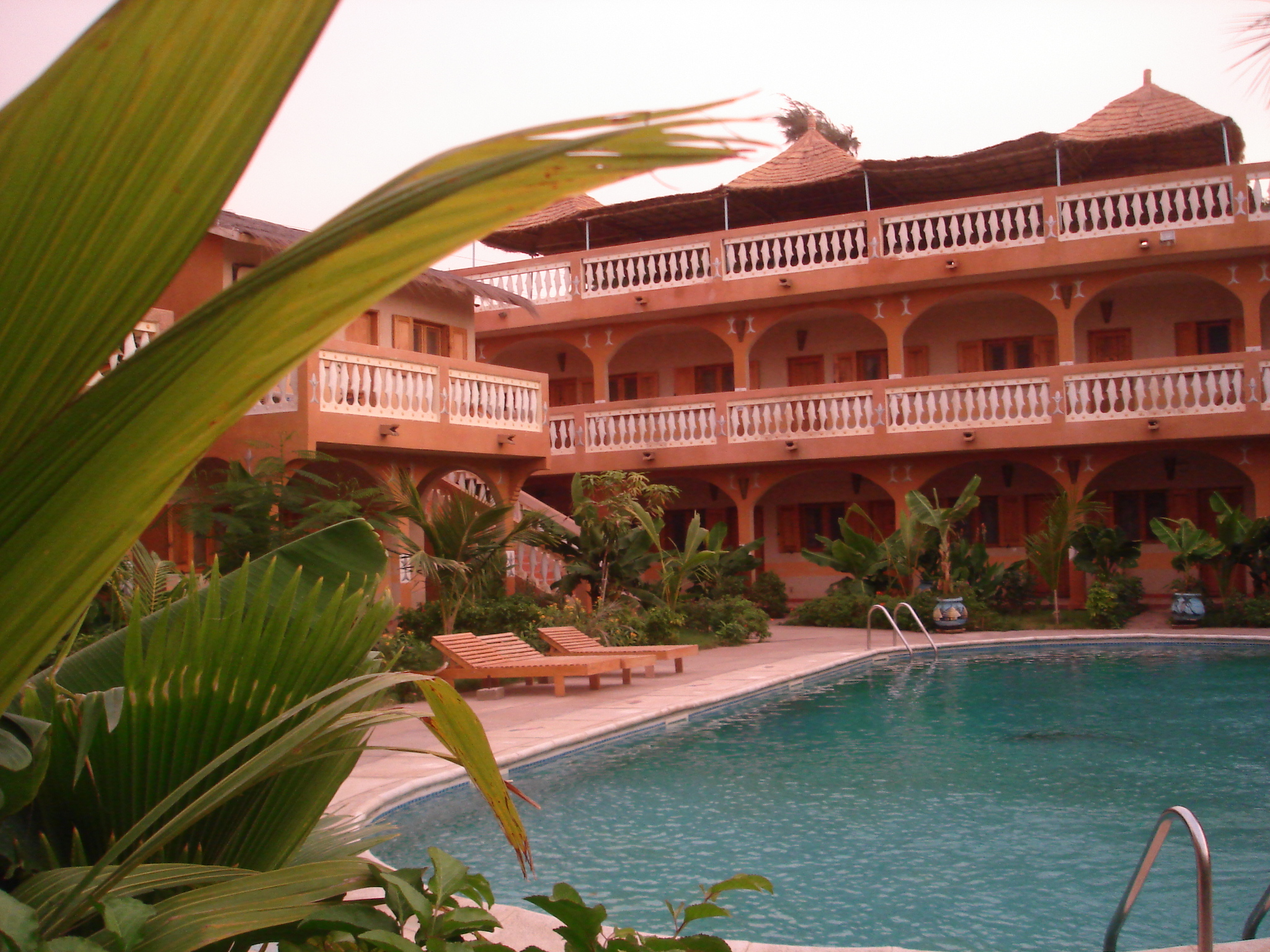
Un hotel i la seva piscina

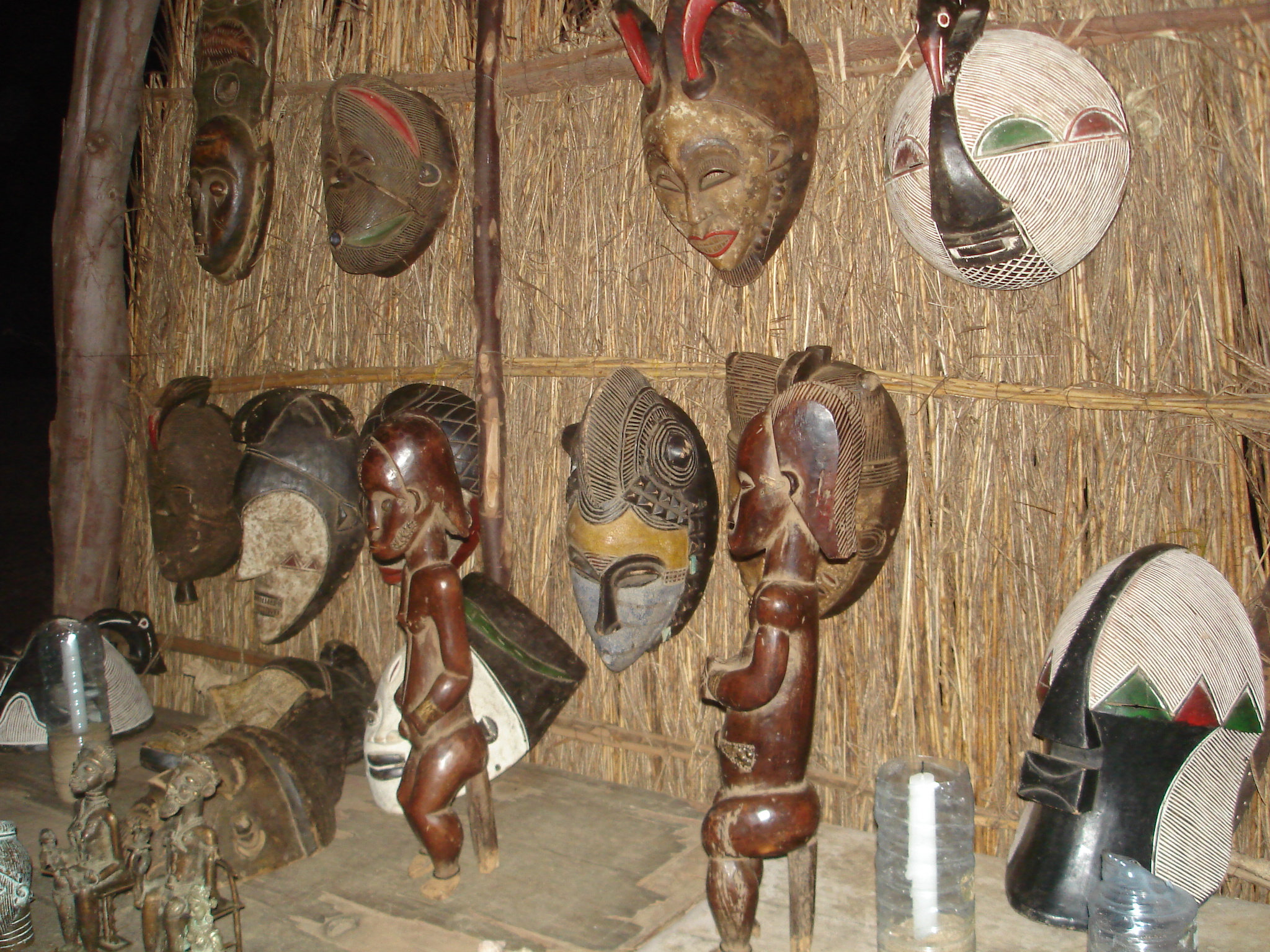
En les botigues, un artesanat vingut de tota l'Àfrica

Els recursos locals són gairebé tots lligats al turisme o a les activitats derivades. Complexos hotelers, discoteques, bars, restaurants típics, botigues artesanals, esports nàutics, agències immobiliàries, tots es disputen els favors d'una clientela "afortunada", segons els criteris del país.
- Saly Portudal, el poble de pescadors més conegut, es troba al sud de la ciutat. Es pot encara assistir-hi a la sortida de les pirogues. Altres pobles, per exemple Saly Niakhniakhale, estan més preservats i no falten encant.

- Saly Platges, el nou poble turístic està situat al centre de l'estació. A més de les platges de somni anunciades per la propaganda, s'hi troba un petit port, un camp de golf, així com nombroses residències i cases individuals.

- Saly Nord és el poble artesanal situat al nord de la ciutat. Els turistes els agrada descobrir el terre de closques de petxines, bracelets diversos, quincalla, poteries, estatuetes de fusta, mascares, tambors africans o instruments de música locals (sabar, kora, djembé). En minúscules estables, els talladors proposen als turistes robes típiques i teixits acolorits.

Séminaris i col·loquis internacionals s'han organitzat a Saly, com el de 1996 sobre el tema « Ciències Socials i Sida a Àfrica. Balanç i perspectives ».

## Derives
El desenvolupament ràpid d'un turisme de masses en un país prou desproveït és a l'origen de certes derives, com la petita delinqüència, la prostitució i la pedofilia, o encara la propagació del sida i altres infeccions de transmissió sexual (IST).
Molt de temps, per no pas embrutar la imatge de l'estació, aquests problemes no eren gaire evocats públicament. No obstant això, mesures governamentals draconianes havien estat preses i el 2002, un Observatori per la protecció dels nens contra els abusos i l'explotació sexual, "Futur del Nen" (ADE) havia estar creat a N'Bour per una ONG sénégalaise.
En 2003, la cadena de televisió francesa M6, en el marc de l'emissió Ça me révolte (Això em revolta) , va difondre un reportatge centrat sobre Saly, contribuint a alertar l'opinió internacional que, fins aleshores situava el turisme sexual principalment a Àsia.